# پروتئین ترشحی E1 اپیدیدیم
پروتئین ترشحی E1 اپیدیدیم (انگلیسی: Epididymal secretory protein E1) نوعی پروتئین در انسان است که توسط ژنی بر روی کروموزوم ۱۴ کدگذاری می‌شود.
این پروتئین با بروز بیماری نیمن پیک، نوع سی در ارتباط است.